# 1987-es NHL Supplemental Draft
Az 1987-es NHL Supplemental Draft a második supplemental draft volt a National Hockey League történetében.
| #   | Játékos          | Poszt       | Nemzetiség                | NHL-csapat            | Egyetem (Liga)                        |
| --- | ---------------- | ----------- | ------------------------- | --------------------- | ------------------------------------- |
| 1.  | Mike Jeffrey     | Kapus       | Kanada                    | Boston Bruins         | Northern Michigan Egyetem (CCHA)      |
| 2.  | Dave Snuggerud   | Jobb szélső | Amerikai Egyesült Államok | Buffalo Sabres        | Minnesotai Egyetem (WCHA)             |
| 3.  | Mike DeCarle     | Jobb szélső | Amerikai Egyesült Államok | Buffalo Sabres        | Lake Superior Állami Egyetem (CCHA)   |
| 4.  | Peter Lappin     | Jobb szélső | Amerikai Egyesült Államok | Calgary Flames        | Saint Lawrence Egyetem (ECAC)         |
| 5.  | Mike LaMoine     | Védő        | Amerikai Egyesült Államok | Detroit Red Wings     | Észak-Dakotai Egyetem (WCHA)          |
| 6.  | Ken Lovsin       | Védő        | Kanada                    | Hartford Whalers      | Saskatchewani Egyetem (CIS)           |
| 7.  | Chris Panek      | Védő        | Amerikai Egyesült Államok | Los Angeles Kings     | SUNY Plattsburgh (SUNYAC)             |
| 8.  | Shawn Chambers   | Védő        | Amerikai Egyesült Államok | Minnesota North Stars | Alaszka Fairbanks Egyetem (CCHA)      |
| 9.  | Rick Boh         | Center      | Kanada                    | Minnesota North Stars | Colorado College (WCHA)               |
| 10. | Johnny Walker    | Bal szélső  | Németország               | New Jersey Devils     | Észak-Albertai Műszaki Egyetem (CCAA) |
| 11. | Jeff Madill      | Jobb szélső | Kanada                    | New Jersey Devils     | Ohioi Állami Egyetem (CCHA)           |
| 12. | Howie Vandermast | Védő        | Amerikai Egyesült Államok | New York Islanders    | SUNY Potsdam (SUNYAC)                 |
| 13. | Joe Lockwood     | Jobb szélső | Amerikai Egyesült Államok | New York Rangers      | Michigani Egyetem (CCHA)              |
| 14. | David Whyte      | Támadó      | Amerikai Egyesült Államok | Philadelphia Flyers   | Boston College (Hockey East)          |
| 15. | Dan Shea         | Bal szélső  | Amerikai Egyesült Államok | Pittsburgh Penguins   | Boston College (Hockey East)          |
| 16. | John Leonard     | Védő        | Amerikai Egyesült Államok | Pittsburgh Penguins   | Bowdoin College (NESCAC)              |
| 17. | Mike Hiltner     | Jobb szélső | Amerikai Egyesült Államok | Québec Nordiques      | Alaszka Anchorage Egyetem (WCHA)      |
| 18. | Steve Johnson    | Támadó      | Amerikai Egyesült Államok | Vancouver Canucks     | Észak-Dakotai Egyetem (WCHA)          |
| 19. | Mark Anderson    | Támadó      | Amerikai Egyesült Államok | Washington Capitals   | Ohioi Állami Egyetem (CCHA)           |
| 20. | Robert Fowler    | Támadó      | Amerikai Egyesült Államok | Winnipeg Jets         | Merrimack College (Hockey East)       |